# Instituto Europeo de Salud y Bienestar Social

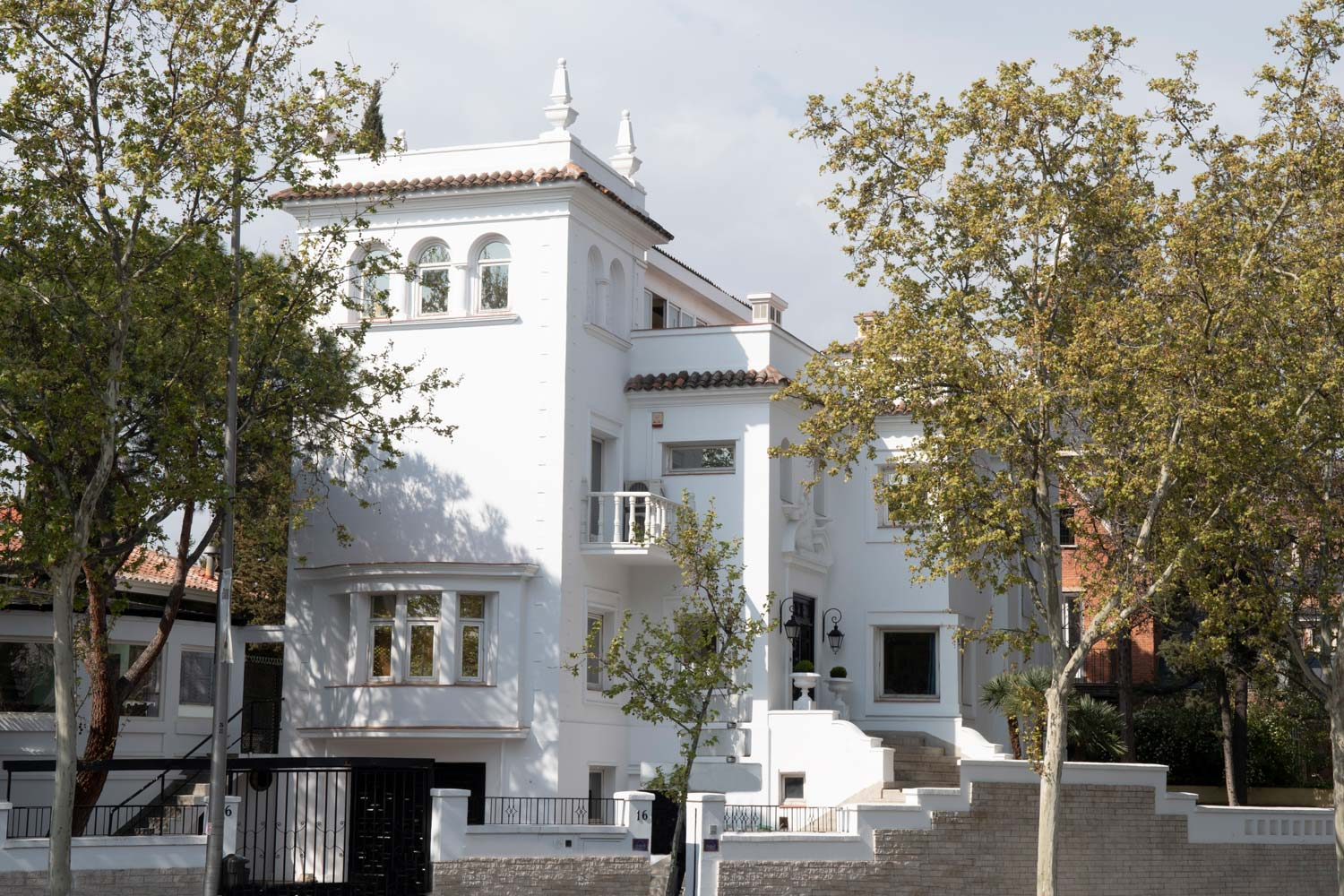
Instituto Europeo de Salud y Bienestar Social

El Instituto Europeo de Salud y Bienestar Social es una fundación científica y cultural de origen español que se dedica a la formación de profesionales en el área de las ciencias de la salud, el desarrollo de actividades culturales y la divulgación de contenidos científicos.

## Historia
El Instituto Europeo de Salud y Bienestar Social nació en 1996 a raíz de la 1.ª Conferencia Europea sobre Políticas de Salud, celebrada en 1995 en Madrid bajo la presidencia de honor de sus Majestades los Reyes de España. Desde entonces, la sede oficial del instituto se encuentra en la calle de Joaquín Costa en el barrio de El Viso de Madrid.
En 2004, el instituto se convirtió en centro colaborador de la Organización Mundial de la Salud en España hasta 2016.
En septiembre de 2017 se firmó un convenio con la Universidad Católica San Antonio de Murcia (UCAM) en el que se convirtió en centro colaborador de la universidad privada.

## Objetivos
Según la propia fundación, sus objetivos son la educación médica, la satisfacción de los pacientes y el desarrollo de la medicina exponencial y sus actividades en Educación Médica Continuada se centran en contribuir a la competencia de los profesionales de salud con más de 2000 actividades formativas acreditadas.

## Actividades
El Instituto Europeo de Salud y Bienestar Social realiza formaciones en medicina, enfermería, dirección y gestión de servicios de salud y otras especializaciones del área de las ciencias de la salud. El instituto también estableció las bases para la posterior entrega de los Premios a la Excelencia Sanitaria.

### Premios a la Excelencia Sanitaria
Algunos de los premiados a la excelencia son:
- Ana Pastor, Ministra de Sanidad y Consumo (2002 – 2004).
- José Manuel Romay Beccaría, Ministro de Sanidad y Consumo (1996 -2000).
- Enrique Múgica, Defensor del Pueblo (2000-2010).
- Emilio Bautista, Presidente de la Federación de Trasplantados de Corazón (2006 – actualidad).
- Leandro Plaza Celemín, presidente de la Fundación del Corazón (2009 – 2015).
- Carlos Macaya, presidente de la Sociedad Española de Cardiología (2009 – 2011).
- Valentín Fuster, director general del Centro Nacional de Investigaciones Cardiovasculares (CNIC).
- María Blasco, directora del Centro Nacional de Investigaciones Oncológicas (2011 – actualidad).
- Bernat Soria, Ministro de Sanidad (2007-2009).
- Francisco Ivorra, Presidente de ASISA (2003 – actualidad).[3]
- José Luis Jiménez Arana, APACOR Presidente de la Asociación de Pacientes Coronarios.[4]
- Jesús Sánchez Martos, Consejero de Sanidad Comunidad de Madrid de (2015 – 2017).
- José Luis Cordeiro, Ingeniero por el Instituto Tecnológico de Massachusetts.

## Presidente

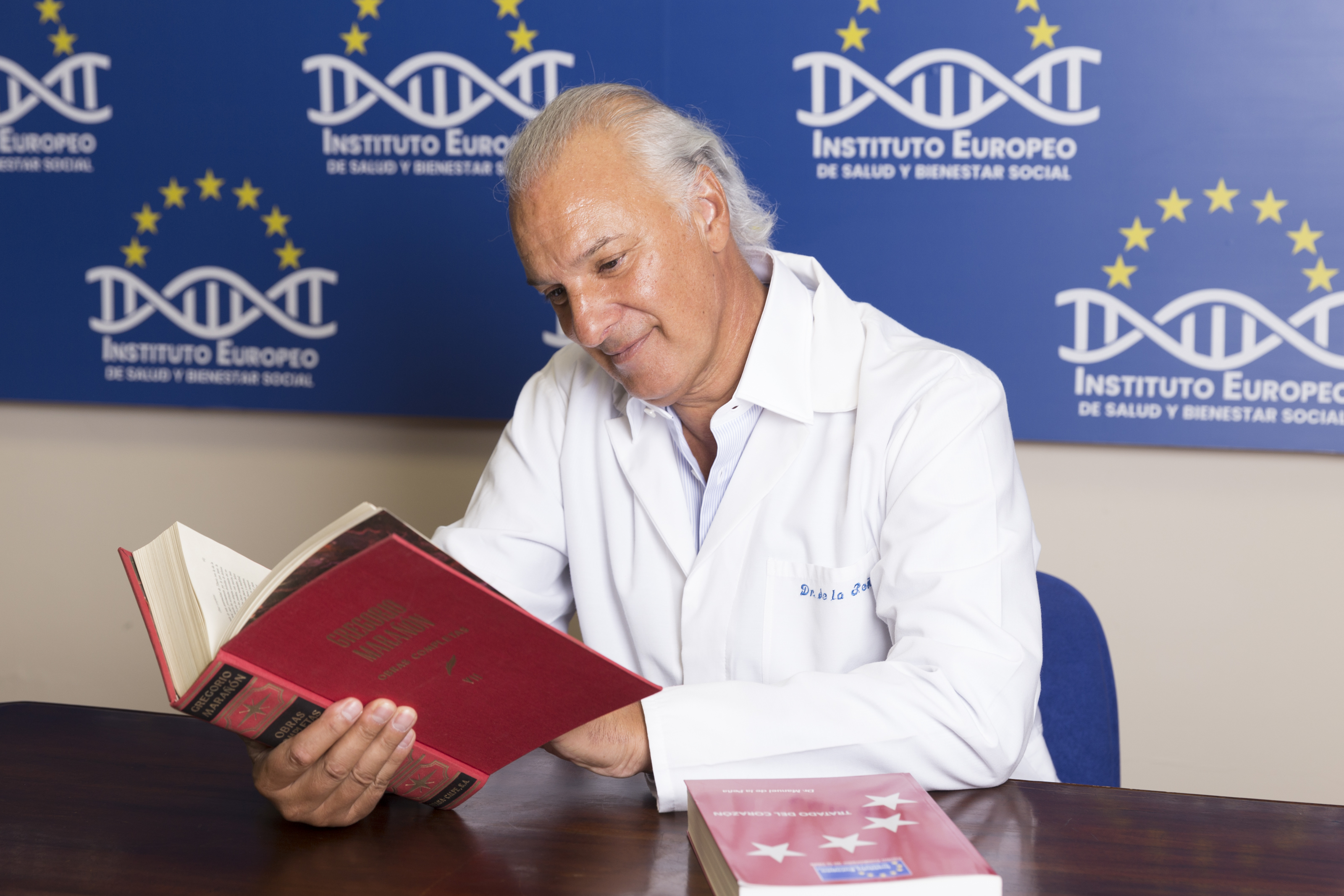
Manuel de la Peña, Presidente de Instituto Europeo de Salud y Bienestar Social

Desde su fundación en 1996, el Dr. Manuel de la Peña MD, Ph.D. es el presidente del Instituto Europeo de Salud y Bienestar Social.